# 蒲熠星
蒲熠星（1994年4月20日—），四川绵阳人，南京大學商學院金融與保險學系保險學專業畢業，約翰·霍普金斯大學碩士、風險投資人。2014年參加《天才知道》而走紅。2015年參加《電影新青年》。2016年參加《一站到底》,成功守擂六期。2018年參加《明星大偵探第四季》獲得好評。2019年起參加《密室大逃脫大神版》。2020年,《明星大偵探之名侦探學院第二季》開播。2021年,參演電視劇《我的世界寫了你》開播。2022年參加《超腦少年團第二季》。

## 生平
蒲熠星本科就读于南京大學商學院保險學專業，大學期間擔任街舞社中popping隊隊長，擅長跳popping。研究生出國留學，取得約翰·霍普金斯大學商學院金融碩士學位。中學期間拿過全國數學奧賽一等獎和全國中學生物理競賽省二等獎。喜歡看電影、打遊戲，從事直播行業主要是想帶來快樂與推廣優秀的遊戲作品。

## 主要經歷
2014年，參加大學生益智節目《天才知道》南京大學專場賽，最終在節目中獲得全國第四名。
2016年至2018年，陸續參加多次《一站到底》節目，在節目中成功守擂6期，成為「站神之神」。
2018年，常駐綜藝《明星大偵探第四季》成為偵探助理。
2019年，常駐綜藝《密室大逃脫第一季大神版》、《名偵探學院第一季》，《明星大偵探第五季》擔任偵探助理。
2020年，常駐綜藝《名偵探學院第二季》、《密室大逃脫第二季大神版》、《名偵探學院第三季》，《明星大偵探第六季》擔任偵探與玩家，6月，參加金鷹卡通衞視明星親子益智歷險闖關節目《瘋狂的麥咭第七季》，12月16日，參與綜藝節目《詩意中國第三季》。年底參演電視劇《我的世界寫了你》男主角，並演唱主題曲；參演了由李治廷、屈菁菁領銜主演的電影《極地追擊》。
2020年7月簽約虎牙直播成為一名遊戲主播，常駐綜藝《GodLie第五季》狼人殺節目。
2021年，常駐綜藝《名偵探學院第四季》、《密室大逃脫第三季大神版》，《名偵探學院第五季》。在《YES OR NO第一季》中獲得了「極速推理王」的稱號。
2021年5月簽約bilibili直播。9月成立個人工作室。
2022年2月4日，參演的《YES OR NO 第二季》播出；3月，參加前沿科學思想秀《未來中國》第三期科學競演。

## 作品

### 綜藝節目
| 播出年份 | 日期                     | 播放頻道/平台 | 節目名稱                    | 集数                        | 角色                    |
| 2018年   | 10月26日－ 2019年1月25日 | 芒果TV        | 《明星大偵探第四季》        | SP、第1-2、4、8-10、12-13期 | 偵探助理                |
| 2019年   | 4月1日－6月24日          | 芒果TV        | 《密室大逃脫 大神版》       | 第1-2、5-12期               | 玩家                    |
| 2019年   | 11月1日－2020年1月3日    | 芒果TV        | 《明星大偵探第五季》        | SP、第1-3、5、8案           | 偵探助理、代理偵探、NPC |
| 2019年   | 11月3日－2020年1月19日   | 芒果TV        | 《名偵探學院第一季》        | 全季                        | 常駐學員                |
| 2020年   | 4月9日－7月16日          | 芒果TV        | 《名偵探學院第二季》        | 全季                        | 常駐學員                |
| 2020年   | 6月30日－9月23日         | 芒果TV        | 《密室大逃脫第二季大神版》  | 全季                        | 玩家                    |
| 2020年   | 8月6日－10月23日         | 虎牙直播      | 《GodLie第五季》            | 全季                        | 常駐                    |
| 2020年   | 9月9日－9月30日          | 虎牙直播      | 《醒醒吧！廢柴第一季》      | 全季                        | 常駐                    |
| 2020年   | 11月5日－2021年2月18日   | 芒果TV        | 《名偵探學院第三季》        | 全季                        | 常駐學員                |
| 2020年   | 12月24日－2021年2月18日  | 芒果TV        | 《明星大偵探第六季》        | SP、第1-2、9案              | 偵探                    |
| 2021年   | 4月15日－8月4日          | 芒果TV        | 《名偵探學院第四季》        | 全季                        | 常駐學員                |
| 2021年   | 5月6日－7月27日          | 芒果TV        | 《密室大逃脫第三季大神版》  | 第1-2、7-10期               | 玩家                    |
| 2021年   | 7月30日－10月9日         | 芒果TV        | 《YES OR NO》               | 全季                        | 常駐                    |
| 2021年   | 11月25日－2022年2月18日  | 芒果TV        | 《名偵探學院第五季》        | 全季                        | 常駐學員                |
| 2022年   | 1月30日                  | 芒果TV        | 《甜蜜的任務之甜蜜班車》    | 20220130期                  | 班車員                  |
| 2022年   | 2月2日－5月8日           | 芒果TV        | 《大偵探第七季》            | SP、第2、5、7-9案           | 嘉賓、偵探助理          |
| 2022年   | 2月4日－3月12日          | 芒果TV        | 《YES OR NO 2》             | 全季                        | 常駐                    |
| 2022年   | 4月22日                  | 湖北衛視      | 《非正式会谈第七季》        | 第2期                       | 飛行嘉賓                |
| 2022年   | 7月8日－10月13日         | 芒果TV        | 《密室大逃脫第四季大神版》  | 全季                        | 玩家                    |
| 2022年   | 8月5日－10月7日          | 江蘇衛視      | 《超腦少年團第二季》        | 全季                        | 少年團騎士隊長          |
| 2022年   | 12月12日 - 2023年3月22日 | 芒果TV        | 《名偵探學院第六季》        | 全季                        | 常駐學員                |
| 2023年   | 1月12日－4月20日         | 芒果TV        | 《大偵探第八季》            | SP、第1、2、6、10案         | 嘉賓、偵探助理          |
| 2023年   | 5月24日－7月26日         | 优酷          | 《怦然心動20歲 (第三季)》   | 全季                        | 嘉賓                    |
| 2023年   | 5月31日－9月6日          | 芒果TV        | 《密室大逃脫第五季大神版》  | 全季                        | 玩家                    |
| 2023年   | 6月25日－8月13日         | 湖南衛視      | 《好樣的！國貨》            | 全季                        | 嘉賓                    |
| 2023年   | 7月2日－7月30日          | 芒果TV        | 《跳進地理書的旅行》        | 全季                        | 團員                    |
| 2023年   | 7月15日－10月3日         | 芒果TV        | 《森林進化論》              | 第1-2，5，10-11期           | 玩家                    |
| 2023年   | 7月28日－7月30日         | 芒果TV        | 《全員加速中2023》          | 第8期、联动版               | 加速隊員                |
| 2023年   | 10月14日－11月11日       | 芒果TV        | 《南波萬的聚會 第二季》     | 全季                        | 常駐                    |
| 2023年   | 11月16日－               | 优酷          | 《超機智青年大會》          | 全季                        | 機智顧問                |
| 2023年   | 11月17日－               | 抖音          | 《也許你要戀愛了》          | 全季                        | 助力團成員              |
| 2023年   | 11月24日－2月17日        | 芒果TV        | 《名偵探學院 第七季》       | 全季                        | 常駐                    |
| 2023年   | 12月31日－2月26日        | 芒果TV        | 《跳進地理書的旅行 第二季》 | 第1-2，5-期                 | 常駐                    |
| 2024年   | 2月13日－5月3日          | 芒果TV        | 《全員加速中》對戰季        | 全季                        | 常駐                    |
| 2024年   | 5月15日－8月14日         | 芒果TV        | 《魔方新世界》              | 第1-2、4、6、8、11-13期     | 玩家                    |
| 2024年   | 6月8日                   | 芒果TV        | 《三孩來了第二季》          | 第4、6期                    | 嘉宾                    |
| 2024年   | 6月29日－                | 浙江衛視      | 《閃光的夏天》              |                             | 閃光少年                |
| 2024年   | 6月30日－                | 芒果TV        | 《YES OR NO 3》             | 全季                        | 常駐                    |
| 2024年   | 7月5日－7月20日          | 芒果TV        | 《快樂老友記》第二季        | 第5-7期                     | 嘉賓                    |
| 2024年   | 7月9日－9月24日          | 芒果TV        | 《我家那閨女2024》          |                             | 觀察嘉賓                |
| 2024年   | 7月25日－10月24日        | 芒果TV        | 《密室大逃脫第六季大神版》  | 全季                        | 玩家                    |
| 2024年   | 8月8日－9月26日          | 芒果TV        | 《跳進地理書的旅行》第三季  | 第3-6期                     | 常駐                    |
| 2024年   | 11月2日－11月30日        | 芒果TV        | 《南波萬的聚會》第三季      | 全季                        | 常駐                    |

### 参演作品
| 首播年度 | 作品               | 角色   | 网络播放平台 | 備註       |
| 2021年   | 《我的世界写了你》 | 易峰   | 芒果TV       |            |
| 2023年   | 《古相思曲》       | 楚同裳 | 哔哩哔哩     |            |
| 2024年   | 《破茧第二季》     | 劉曉禹 | 优酷         | 第一部長劇 |

### 電影
| 首播日期     | 作品         | 角色        |
| 2022年2月1日 | 《极地追击》 | 科研员Colin |

### 音樂作品
| 發表日期       | 曲目                    | 演唱者                                                               | 參與部分             | 備註                                 |
| 2020年6月      | NO.1——南波萬            | 蒲熠星、唐九洲、周峻緯、齊思鈞、郭文韜、邵明明、石凱                 | - 作詞 - 演唱        | 《名偵探學院》第二季至第四季主題曲   |
| 2021年7月24日  | 卓別林的帽子            | 蒲熠星                                                               | - 作詞 - 演唱        | 《我的世界寫了你》主題曲             |
| 2021年10月22日 | 把你寫進我世界裡        | 蒲熠星                                                               | - 作詞 - 演唱        | 《我的世界寫了你》人物主題曲         |
| 2021年12月     | 寶藏就是你              | 蒲熠星、齊思鈞、石凱、龐博、楊迪、郭文韜                             | 演唱                 | 《名偵探學院》第五季主題曲           |
| 2023年1月      | 南波万的聚会            | 蒲熠星、齊思鈞、石凱、唐九洲、曹恩齐、何运晨、郭文韜                 | 演唱                 | 《名偵探學院》第六季主題曲           |
| 2023年12月     | 跳進明天的旅程          | 蒲熠星、齊思鈞、石凱、黄子弘凡、曹恩齐、何运晨、火樹、郭文韜         | 演唱                 | 《跳進地理書的旅行》第二季主題曲     |
| 2023年12月     | 要做就做南波万          | 蒲熠星、齊思鈞、石凱、黄子弘凡、唐九洲、曹恩齐、何运晨、火樹、郭文韜 | - 作词 - 作曲 - 演唱 | 《名侦探学院》第七季主題曲           |
| 2024年3月20日  | 宇宙信封                | 蒲熠星                                                               | - 作詞 - 演唱        | 首张个人唱作EP《天外情书》先行曲     |
| 2024年4月10日  | 宇宙情歌                | 蒲熠星                                                               | - 作詞 - 演唱        | 首张个人唱作EP《天外情书》第二首歌曲 |
| 2024年4月16日  | 卓别林                  | 蒲熠星                                                               | - 作詞 - 演唱        | 首张个人唱作EP《天外情书》第三首歌曲 |
| 2024年5月23日  | 我已经忘记你了          | 蒲熠星                                                               | - 作詞 - 演唱        | 首张个人唱作EP《天外情书》第四首歌曲 |
| 2024年6月25日  | 夏日离别练习            | 蒲熠星                                                               | - 作詞 - 演唱        | 首张个人唱作EP《天外情书》第五首歌曲 |
| 2024年9月30日  | 萨特的杯子              | 蒲熠星                                                               | - 作词 - 作曲 - 演唱 | 首张个人唱作EP《天外情书》第六首歌曲 |
| 2024年10月20日 | 但你说飞翔是一场梦吗    | 蒲熠星                                                               | - 作词 - 作曲 - 演唱 | 首张个人唱作EP《天外情书》第七首歌曲 |
| 2025年2月15日  | 在真实与荒诞之间起舞    | 蒲熠星                                                               | - 作词 - 作曲 - 演唱 | 专辑《了不起的小说家》先行曲         |
| 2025年3月14日  | The Most Poetical Topic | 蒲熠星                                                               | - 作词 - 作曲 - 演唱 | 收录于专辑《了不起的小说家》         |
| 2025年2月15日  | The Way To Die          | 蒲熠星                                                               | - 作词 - 作曲 - 演唱 | 收录于专辑《了不起的小说家》         |
| 2025年4月11日  | Shakespeare's Bruises   | 蒲熠星                                                               | - 作詞 - 演唱        | 收录于专辑《了不起的小说家》         |
| 2025年4月20日  | 蒲松龄                  | 蒲熠星                                                               | - 作詞 - 演唱        | 专辑《了不起的小说家》主打歌         |

### 出版書籍
| 出版日期      | 書名           | 頁數 | 類型               | 備註               |
| 2023年8月18日 | 有人自林中坠落 | 240  | 科幻小說、懸疑小說 | 第一本科幻悬疑小說 |

## 外部連結
- 蒲熠星的新浪微博
- 蒲熠星POE工作室的新浪微博
- 蒲熠星的哔哩哔哩个人空间
- 蒲熠星小紅書